# Râșnov
Râșnov (węg. Barcarozsnyó, niem. Rosenau) – miasto w okręgu Braszów w Siedmiogrodzie w Rumunii. Jest zamieszkane przez 15 022 mieszkańców (2011).
Osada została założona około roku 1215 przez Zakon krzyżacki, pierwsze historyczne wzmianki o mieście pochodzą z roku 1331. Miejscowy zamek został zdobyty tylko raz przez Gabriela Batorego w roku 1612.
W mieście znajduje się kompleks skoczni narciarskich Trambulina Valea Cărbunării.

## Zabytki
- Zamek Râșnov,
- kościół ewangelicki z XIII wieku,
- cerkiew prawosławna z XVIII wieku.